# Nová Ves u Nového Města na Moravě
Nová Ves u Nového Města na Moravě là một làng thuộc huyện Žďár nad Sázavou, vùng Vysočina, Cộng hòa Séc.